# Sinead Kerr
Sinead Houston Kerr (* 30. August 1978 in Dundee, Schottland, Vereinigtes Königreich) ist eine britische Eistänzerin.
Kerr begann im Alter von neun Jahren mit dem Eiskunstlaufen. Später wechselte sie zum Eistanzen. Ihr erster Partner dort war Jamie Ferguson. Seit dem Jahr 2000 läuft sie gemeinsam mit ihrem Bruder John Kerr. Das Paar wird seit 2006 von Jewgeni Platow trainiert, zuvor war ihre Trainerin Joan Slater. Sie leben in Edinburgh sowie die meiste Zeit des Jahres in Little Falls, New Jersey, USA.
Die Saison 2010/11 war die letzte Wettbewerbssaison für das Geschwisterpaar. Durch eine Schulterverletzung Sineads waren sie bereits bei der Weltmeisterschaft 2011 in Moskau verhindert.

## Programme
| Saison    | Originaltanz                         | Kür                    | Schaulauf                                          |
| --------- | ------------------------------------ | ---------------------- | -------------------------------------------------- |
| 2009–2010 | I’ve Been Everywhere von Johnny Cash | Krwlng von Linkin Park | Exogenesis: Symphony: Part 3 (Redemption) von Muse |

## Erfolge
| Wettbewerb/Wintersaison   | 00-01 | 01-02 | 02-03 | 03-04 | 04-05 | 05-06 | 06-07 | 07-08 | 08-09 | 09-10 | 10-11 |
| ------------------------- | ----- | ----- | ----- | ----- | ----- | ----- | ----- | ----- | ----- | ----- | ----- |
| Olympische Winterspiele   | -     | -     | -     | -     | -     | 10.   | -     | -     | -     | 8.    | -     |
| Weltmeisterschaften       | -     | -     | -     | 14.   | 12.   | 11.   | 11.   | 8.    | 7.    | 5.    | -     |
| Europameisterschaften     | -     | -     | -     | 10.   | 8.    | 8.    | 5.    | 6.    | 3.    | 5.    | 3.    |
| Britische Meisterschaften | 2.    | 3.    | 2.    | 1.    | 1.    | 1.    | 1.    | 1.    | 1.    | 1.    | -     |
| Grand-Prix-Finale         | -     | -     | -     | -     | -     | -     | -     | -     | -     | 4.    | -     |
| Skate America             | -     | -     | -     | -     | 5.    | -     | 5.    | -     | 3.    | -     | -     |
| Skate Canada              | -     | -     | -     | -     | -     | 7.    | -     | -     | -     | -     | 2.    |
| Cup of Russia             | -     | -     | -     | 9.    | 5.    | -     | 4.    | -     | -     | -     | -     |
| Cup of China              | -     | -     | -     | -     | -     | -     | -     | 5.    | -     | -     | -     |
| NHK Trophy                | -     | -     | -     | -     | -     | -     | -     | 4.    | -     | 2.    | -     |
| Trophée Eric Bompard      | -     | -     | -     | -     | -     | -     | -     | -     | 3.    | 3.    | -     |